# Nam vương Toàn cầu 2021
Nam vương Toàn cầu 2021 là cuộc thi Nam vương Toàn cầu lần thứ bảy được tổ chức tại Maha Sarakham, Thái Lan vào ngày 15 tháng 3 năm 2022. Miguel Ángel Lucas đến từ Tây Ban Nha đăng quang ngôi vị Mister Global.
Nam vương Miguel Ángel Lucas đến từ Tây Ban Nha từ bỏ danh hiệu vì lý do cá nhân và trao cho Á vương 1 Danh Chiếu Linh đến từ Việt Nam tiếp quản.

## Kết quả
| Hạng               | Thí sinh |
| ------------------ | --- |
| Mister Global 2021 | - Tây Ban Nha — Miguel Ángel Lucas (Từ bỏ) |
| Á vương 1          | - Việt Nam — Danh Chiếu Linh (Tiếp quản) |
| Á vương 2          | - Hàn Quốc — Dongwoo Shin |
| Á vương 3          | - Venezuela — Juan Carlos da Silva |
| Á vương 4          | - México — Gabriel Ortiz |
| Top 10             | - Brasil — Bruno Silva - Cuba — Yaniel Ogando - Hoa Kỳ — Dustin Davids - Hồng Kông — Anthony Lo - Thái Lan — Thiraphat Sittichai                                                           |
| Top 17             | - Ấn Độ — Tseteej Shiwakoti - Ecuador — Fabricio Caicedo - Indonesia — Bagus Ajidani - Lào — Pay Souliyamath - Myanmar — Myo Htut Naing - Nigeria — Emmanuel Somto ∆ - Perú — Daniel Jares |

- ∆ Được công chúng khắp nơi trên thế giới bình chọn qua Internet để lọt vào vòng top 17.

## Các thí sinh
33 thí sinh dự thi.
| Quốc gia/vùng lãnh thổ | Thí sinh             |
| ---------------------- | -------------------- |
| Anh Quốc               | Lewis Ellis          |
| Ấn Độ                  | Tseteej Shiwakoti    |
| Bolivia                | Sergio Carrasco      |
| Brasil                 | Bruno Silva          |
| Campuchia              | Sovankirida Hor      |
| Cuba                   | Yaniel Ogando        |
| Cộng hòa Dominica      | Ariel Morales        |
| Ecuador                | Fabricio Caicedo     |
| Hàn Quốc               | Dongwoo Shin         |
| Hoa Kỳ                 | Dustin Davids        |
| Hồng Kông              | Anthony Lo           |
| Indonesia              | Bagus Ajidani        |
| Lào                    | Pay Souliyamath      |
| Malaysia               | Sreebathy Gobi       |
| Ma Cao                 | William Chak         |
| México                 | Gabriel Ortiz        |
| Myanmar                | Myo Htut Naing       |
| Nam Phi                | Ruan Scheepers       |
| Nhật Bản               | Kiichiro Sakamoto    |
| Nigeria                | Emmanuel Somto       |
| Panama                 | Javier Vásquez       |
| Perú                   | Daniel Jares         |
| Pháp                   | Morgan Damerva       |
| Philippines            | Arturo Mico Teng     |
| Puerto Rico            | Jomar Josué Pérez    |
| România                | Bogdan Niccolo       |
| Cộng hòa Séc           | Jiří Hemelka         |
| Sri Lanka              | Abhishek Pramuditha  |
| Tây Ban Nha            | Miguel Ángel Lucas   |
| Thái Lan               | Thiraphat Sittichai  |
| Thụy Sĩ                | Samuel Gomez         |
| Venezuela              | Juan Carlos da Silva |
| Việt Nam               | Danh Chiếu Linh      |